# Lijst van oudkatholieke bisschoppen in Nederland
Hieronder volgt een lijst van oudkatholieke bisschoppen in Nederland sinds 1723. Voor rooms-katholieke bisschoppen vóór 1723 zie de lijst van bisschoppen en aartsbisschoppen van Utrecht.
| Naam                                    | Ambt                      | Van  | Tot   |
| --------------------------------------- | ------------------------- | ---- | ----- |
| Cornelius Johannes Barchman Wuytiers    | Aartsbisschop van Utrecht | 1725 | 1733  |
| Johannes Hermannus Berends              | Bisschop van Deventer     | 1929 | 1941  |
| Bartholomeus Johannes Bijeveld          | Bisschop van Deventer     | 1758 | 1778  |
| Hieronymus de Bock                      | Bisschop van Haarlem      | 1742 | 1744  |
| Johannes Bon                            | Bisschop van Haarlem      | 1815 | 1819  |
| Adrianus Broekman                       | Bisschop van Haarlem      | 1778 | 1800  |
| Henricus van Buul                       | Bisschop van Haarlem      | 1842 | 1843  |
| Theodorus van der Croon                 | Aartsbisschop van Utrecht | 1733 | 1739  |
| Cornelius Diependaal                    | Bisschop van Deventer     | 1875 | 1893  |
| Martinus Doncker                        | Bisschop van Haarlem      | 1727 | 1731  |
| Antonius Jan Glazemaker                 | Bisschop van Deventer     | 1979 | 1982  |
| Antonius Jan Glazemaker                 | Aartsbisschop van Utrecht | 1982 | 2000  |
| Gerardus Gul                            | Aartsbisschop van Utrecht | 1892 | 1920  |
| Hermannus Heykamp                       | Bisschop van Deventer     | 1853 | 1892  |
| Johannes Heykamp                        | Aartsbisschop van Utrecht | 1874 | 1892  |
| Teunis Johannes Horstman                | Bisschop van Haarlem      | 1987 | 1994  |
| Petrus Josephus Jans                    | Bisschop van Deventer     | 1959 | 1979  |
| Gisbertus Cornelius de Jong             | Bisschop van Deventer     | 1805 | 1824  |
| Wilhelmus Vet                           | Bisschop van Deventer     | 1824 | 1853  |
| Lambertus de Jongh                      | Bisschop van Haarlem      | 1863 | 1865  |
| Franciscus Kenninck                     | Aartsbisschop van Utrecht | 1920 | 1937  |
| Gerhardus Anselmus van Kleef            | Bisschop van Haarlem      | 1967 | 1987  |
| Marinus Kok                             | Aartsbisschop van Utrecht | 1970 | 1981  |
| Engelbertus Lagerwey                    | Bisschop van Deventer     | 1941 | 1959  |
| Henricus Loos                           | Aartsbisschop van Utrecht | 1858 | 1873  |
| Petrus Johannes Meindaerts              | Aartsbisschop van Utrecht | 1739 | 1767  |
| Nicolaas Nelleman                       | Bisschop van Deventer     | 1778 | 1805  |
| Johannes Nieuwenhuis                    | Bisschop van Haarlem      | 1801 | 1810  |
| Walter van Nieuwenhuisen                | Aartsbisschop van Utrecht | 1768 | 1797  |
| Jacobus van der Oord                    | Bisschop van Haarlem      | 1945 | 1967  |
| Willibrord van Os                       | Aartsbisschop van Utrecht | 1814 | 1825  |
| Nicolaas Prins                          | Bisschop van Haarlem      | 1912 | 1916  |
| Johannes Jacobus van Rhijn              | Aartsbisschop van Utrecht | 1797 | 1810  |
| Andreas Rinkel                          | Aartsbisschop van Utrecht | 1937 | 1970  |
| Casparus Johannes Rinkel                | Bisschop van Haarlem      | 1867 | 1873  |
| Johannes van Santen                     | Aartsbisschop van Utrecht | 1825 | 1858  |
| Nicolaus Bartholomeus Petrus Spit       | Bisschop van Deventer     | 1894 | 1929  |
| Cornelius Steenoven                     | Aartsbisschop van Utrecht | 1723 | 1725  |
| Johannes Stiphout                       | Bisschop van Haarlem      | 1745 | 1777  |
| Jacobus Johannes van Thiel              | Bisschop van Haarlem      | 1906 | 1912  |
| Joris Vercammen                         | Aartsbisschop van Utrecht | 2000 | 2020  |
| Henricus Theodoris Johannes van Vlijmen | Bisschop van Haarlem      | 1916 | 1945  |
| Jan Lambert Wirix-Speetjens             | Bisschop van Haarlem      | 1995 | 2008  |
| Dick Schoon                             | Bisschop van Haarlem      | 2008 | heden |
| Bernd Wallet                            | Aartsbisschop van Utrecht | 2020 | heden |